# Edward Howland Robinson Green
Edward Howland Robinson "Ned" Green né le 22 août 1868 et mort le 8 juin 1936, également connu sous le nom de « colonel Green », était un homme d'affaires américain, fils unique de Hetty Green, « sorcière de Wall Street ». À la fin du XIXe siècle, il est devenu un allié politique au sein du parti républicain de William Madison McDonald (en), un éminent homme politique afro-américain.
Après la mort de sa mère en 1916 et l'héritage de la moitié de sa fortune, Green construit un manoir à Round Hill, au Massachusetts,. Il était connu pour ses collections de timbres et de pièces de monnaie.